# Sycophila iracemae
Sycophila iracemae är en stekelart som beskrevs av Nieves Aldrey 1984. Sycophila iracemae ingår i släktet Sycophila och familjen kragglanssteklar.
Artens utbredningsområde är:
- Frankrike.
- Iran.
- Spanien.

Inga underarter finns listade i Catalogue of Life.